# Cityrunner
Cityrunner або Flexity Outlook C — трамвайний вагон із низькою підлогою від виробника залізничного рухомого складу Bombardier. 
Ця модель, яка спочатку називалася Cityrunner, тепер продається виробником як Flexity Outlook C разом з іншими трамваями та легкорейковими транспортними засобами серії  Flexity.

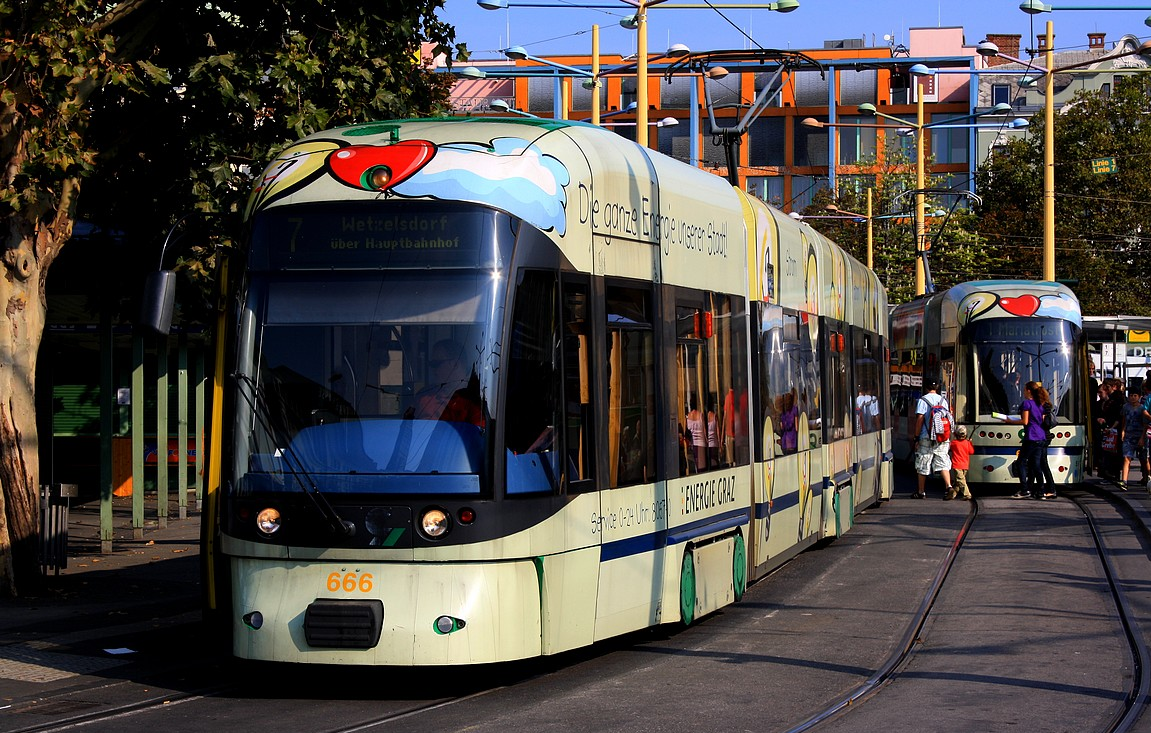
Cityrunner в Граці

На додаток до Cityrunner, «Socimi Eurotram» (Страсбург, Мілан і Порту) також отримав назву «Flexity Outlook E», але ця модель має інший дизайн. 
Оскільки їх виробництво було припинено, модель Flexity Outlook C тепер зазвичай називають Flexity Outlook.

## Опис
На середину 2020-х Cityrunner працює на трамвайних мережах із колією 900 мм (трамвай Лінца), 1000 мм, 1435 мм і 1495 мм (Торонтський трамвай). 
Побудований за технологією низької підлоги на всіх осях і дверях (100% частки низької підлоги). 
Конструкція розроблена як багатозчленований вагон. 
Корпус приклепаний, а зовнішня оболонка розділена на окремі блоки з поліестеру та безпечного скла, які склеєні, так що після незначної аварії немає потреби в зварювальних або фарбувальних роботах; зруйнований блок потрібно лише приклеїти назад місце. 
Завдяки конструкції з низькою підлогою, електрика, кондиціонер і електронне управління розташовані в зоні даху; водій сидить в кабіні, яка знаходиться окремо від салону. 
Cityrunner рідко доступний без кондиціонера, оскільки влітку спека накопичується в салоні через темні вікна та недостатню вентиляцію.
Трамвай має модульну конструкцію, тому його можна доставити різної довжини як односторонній, так і двосторонній. 
Наразі поставлено три-, п’яти- та семисекційні версії довжиною від 19 до 43,4 м. 
Максимальна швидкість 70 км/год. 
Трамвай працює від трифазних двигунів і робочою напругою 600 або 750  вольт, номінальна потужність 600  кВт і максимальна гальмівна потужність 1800 кВт.
«Bombardier» виробляє трамваї для європейського ринку у Відні, Брюгге та Баутцені, а також для трамваю Торонто в Тандер-Бей (Онтаріо). 
Обладнання двигунів та управління спочатку постачалося компанією VA Tech Elin EBG, пізніше власними компаніями «Bombardier» і Kiepe Electric
. 
Cityrunner був вперше використаний у березні 2001 року в Граці. 
Після появи вагон зазнав невеликого доопрацювання шасі. 
Cityrunner на середину 2020-х використовують в Аугсбурзі, Брюсселі, Ескішехірі, Женеві, Інсбруку, Лінці, Лодзі та Марселі тощо. 
Остаточне виробництво, зокрема встановлення осей, двигунів і гальм, частково здійснюється транспортними компаніями самостійно.

## Критика
Конструкцію критикували після аварії в Лінці в серпні 2004 року, коли Cityrunner 002 зійшов з рейок після зіткнення з малолітражкою (бічний удар у кабіну водія), а жінка загинула на автобусній зупинці. 

Припускають, що високий центр ваги транспортного засобу через технологію низької підлоги та малу ширину колії в Лінці (900 мм) може призвести до ефекту важеля в передній частині в разі бічного зіткнення та сприяти сходженню з рейок.

## Дизайн
Дизайн – особливо передньої частини – Cityrunner або Flexity Outlook C можна адаптувати залежно від побажань замовника. 
Кілька транспортних компаній використовували цю опцію для індивідуалізації: наприклад, дизайн екстер’єру вагону був розроблений спеціально для Марселя; і призначений для відображення середземноморського та морського характеру міста. 

Брюссельський варіант, з іншого боку, призначений для відображення стилю модерн. 

В основному можна виділити десять різних зовнішніх дизайнів:

Варіанти оформлення Cityrunner/Flexity Outlook C
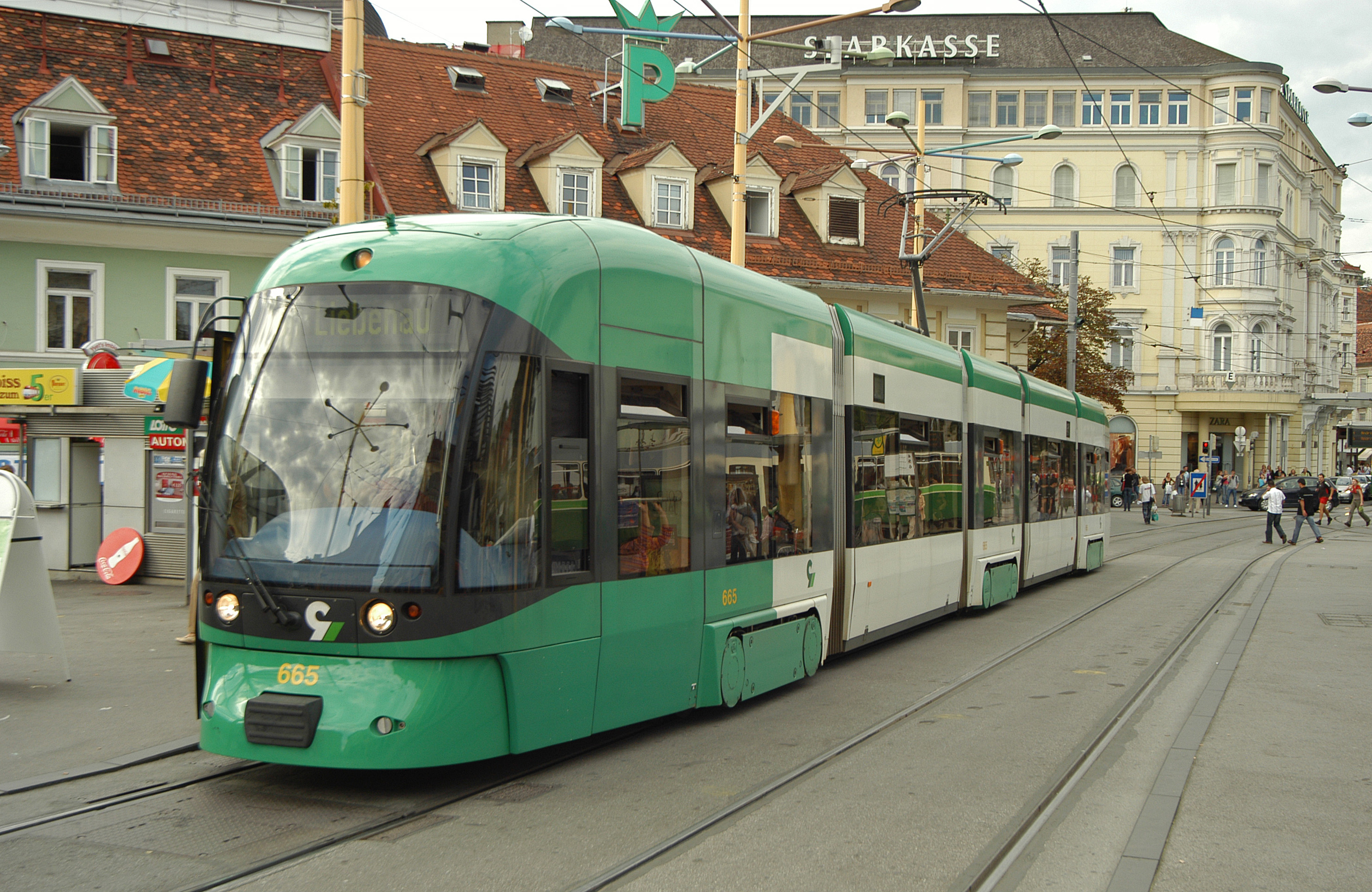
Оригінальний дизайн: Грац (перший замовник)
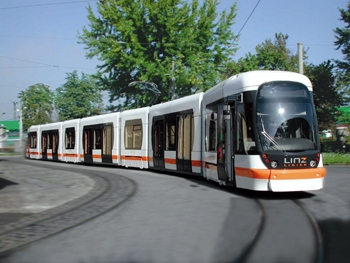
Лінц (перша серія), також Ескішехір, Лодзь
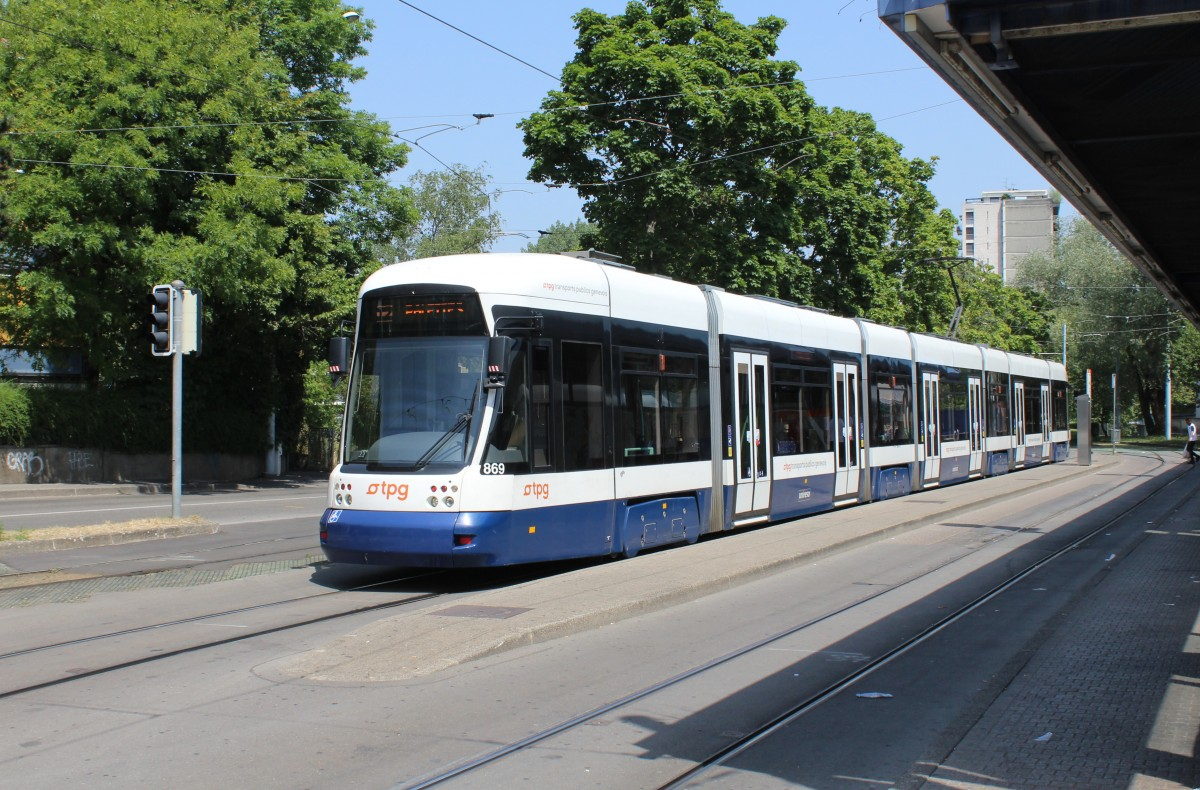
Женева (також Аугсбург, Крефельд)
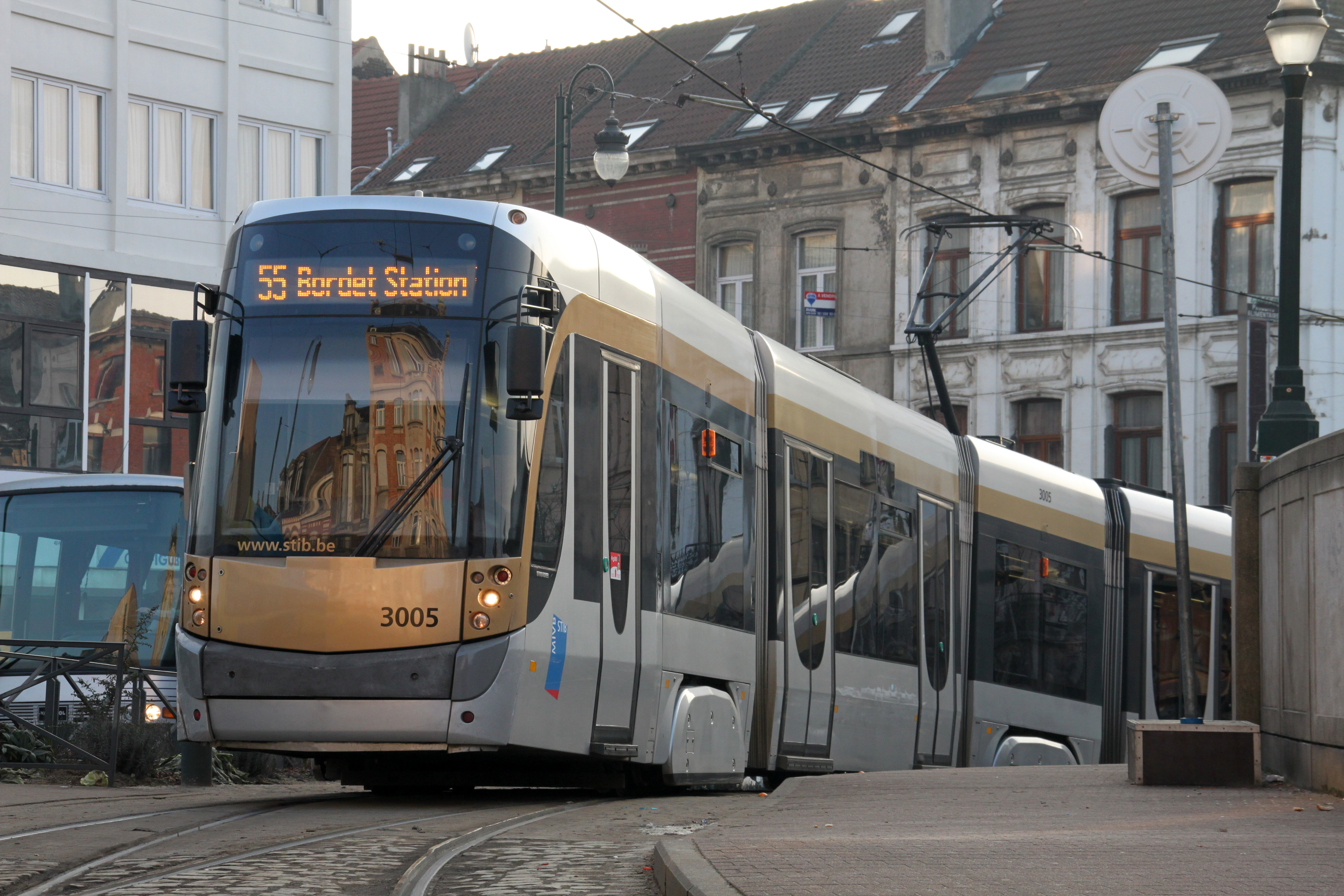
Брюссель
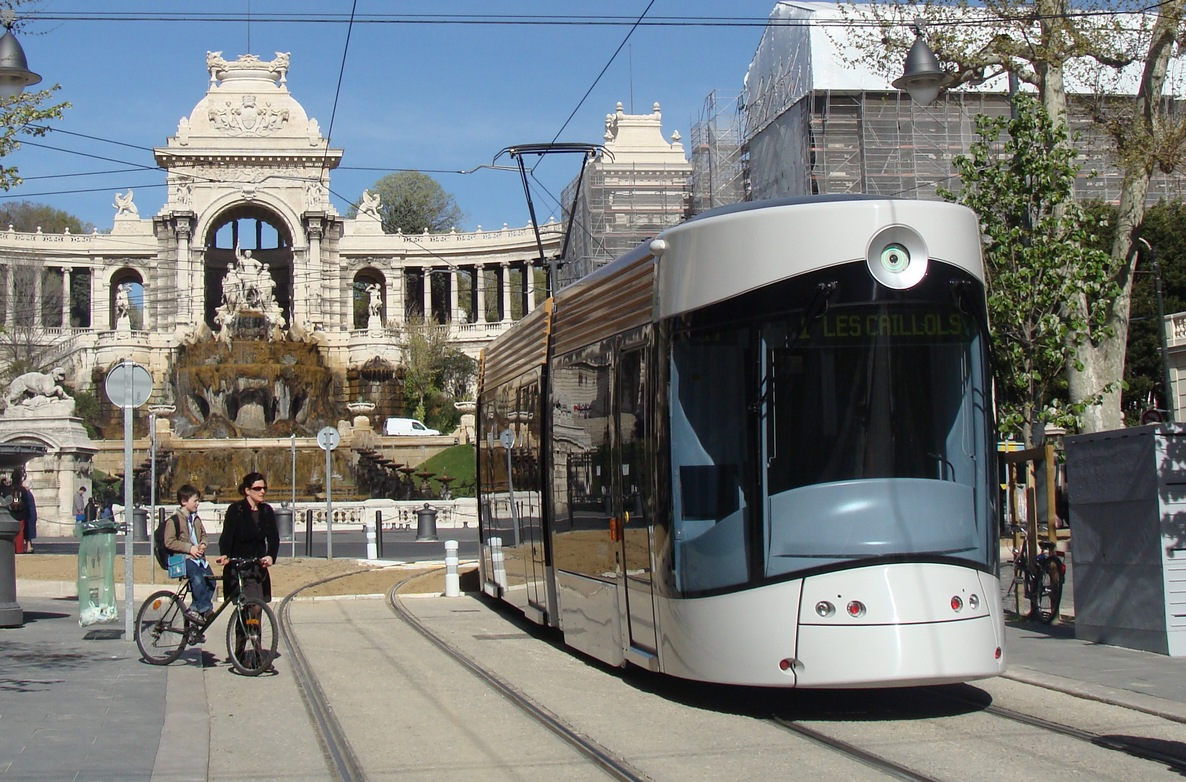
Марсель
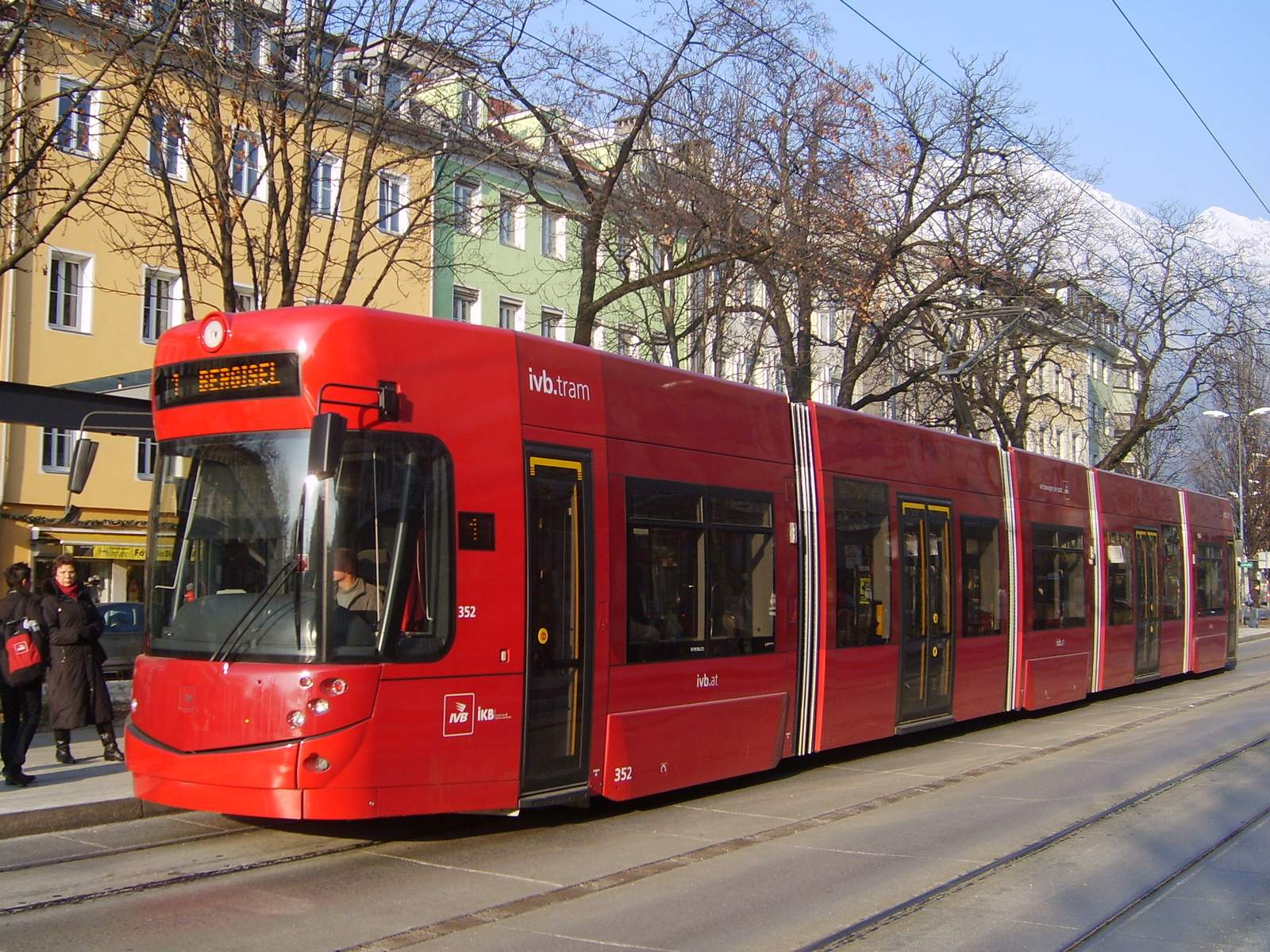
Інсбрук
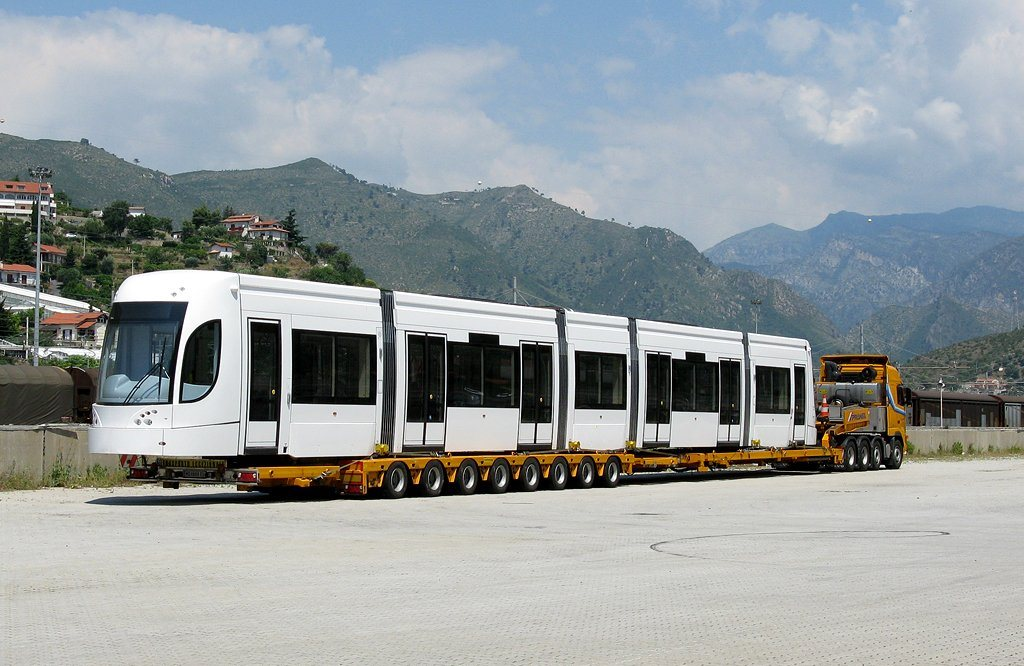
Палермо (також Аліканте, Валенсія)
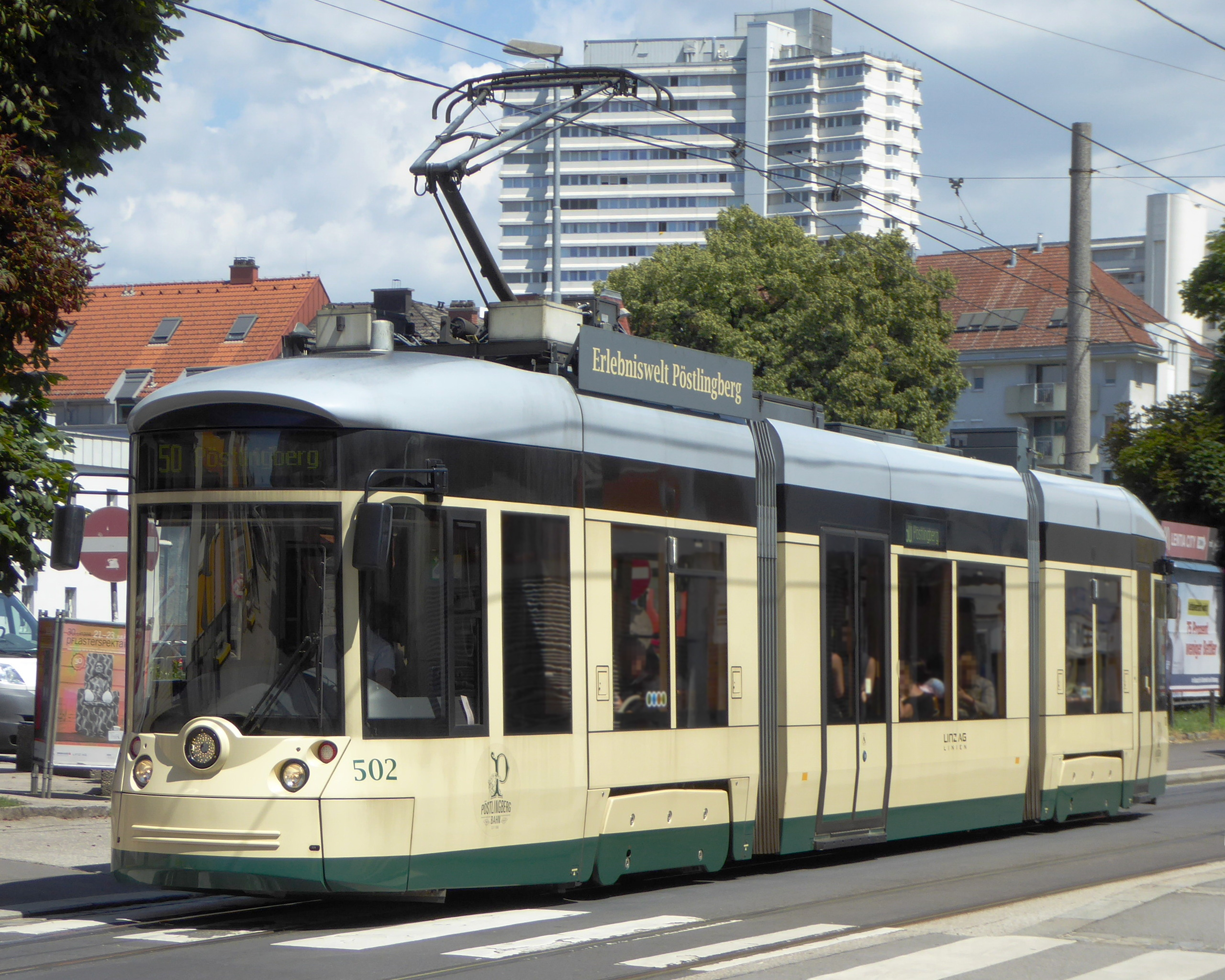
Пестлінгербан, Лінц (Mountainrunner)
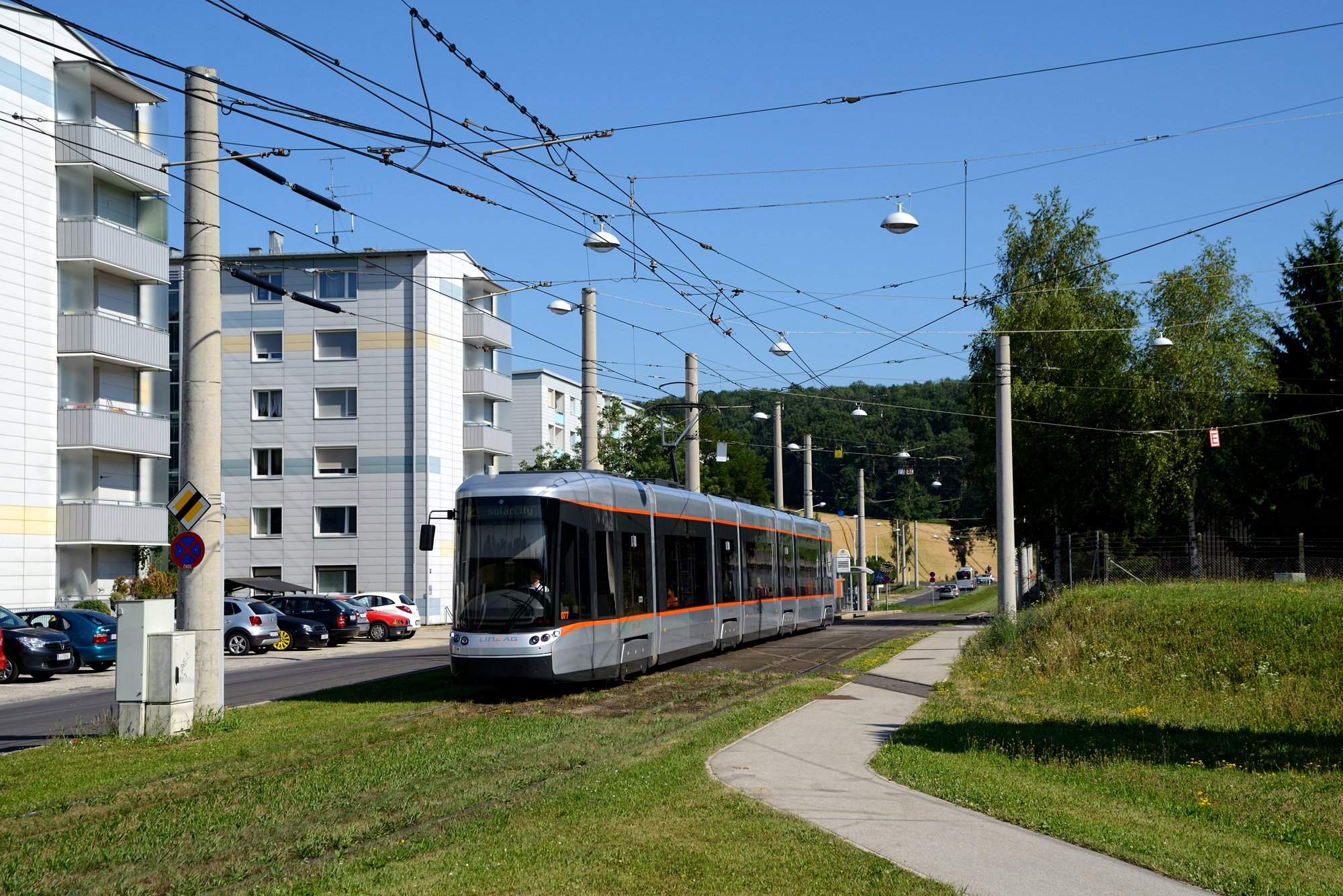
Лінц (друга серія)
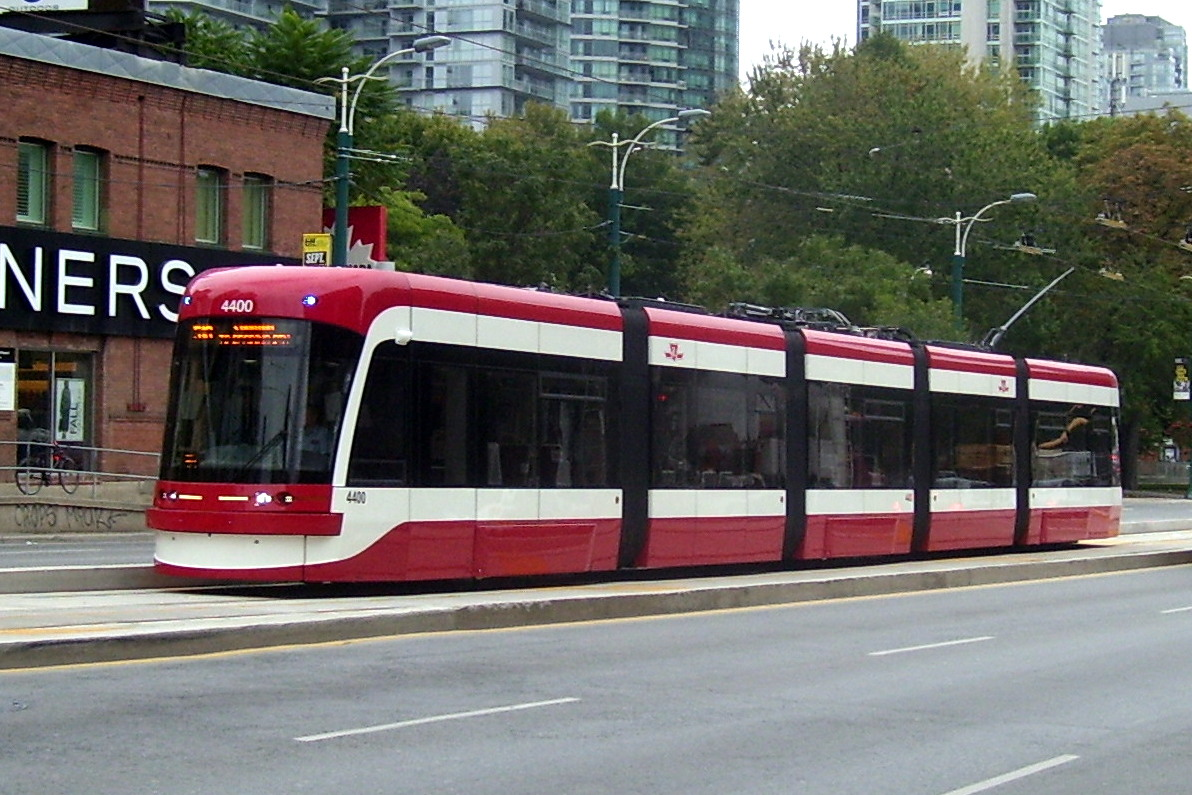
Торонто

## Використання
| Місто     | Тип            | Тип | Рік виробництва | Кіл-сть | Номери- вагонів      | Довжина | Ширина | Колія   | Примітки |
| --------- | -------------- | --- | --------------- | ------- | -------------------- | ------- | ------ | ------- | --- |
| Аусбург   | семисекційний  | ER  | 2009–2010       | 027     | 871–897              | 40,6 м  | 2,3 м  | 1000 мм | CityFlex (серійне позначення CF8), працює з вересня 2009 року, потім перерва та перезапуск у листопаді 2009 року; За винятком 3 вагонів, опціон на додаткові трамваї був викуплений. Залишився варіант для 3 додаткових вагонів |
| Брюссель  | п'ятисекційний | ZR  | 2005–2015       | 150     | 3001–3150            | 32,0 м  | 2,3 м  | 1435 мм | T3000; пізніше замовили 79 подібних Flexity 2 |
| Брюссель  | семисекційний  | ZR  | 2005–2015       | 70      | 4001–4070            | 43,4 м  | 2,3 м  | 1435 мм | T4000; пізніше замовили 11 подібних Flexity 2 |
| Ескішехір | п'ятисекційний | ER  | 2003–2004       | 033     | 1–18                 | 29,5 м  | 2,3 м  | 1000 мм | |
| Ескішехір | п'ятисекційний | ER  | 2007–2008       | 05      | 19–23                | 29,5 м  | 2,3 м  | 1000 мм | |
| Ескішехір | п'ятисекційний | ER  | 2013            | 010     | 24–33                | 29,5 м  | 2,3 м  | 1000 мм | |
| Женева    | семисекційний  | ZR  | 2004–2005       | 021     | 861–881              | 42,0 м  | 2,3 м  | 1000 мм | |
| Женева    | семисекційний  | ZR  | 2009–2010       | 018     | 882–899              | 42,0 м  | 2,3 м  | 1000 мм | |
| Грац      | п'ятисекційний | ER  | 2000–2001       | 018     | 651–668              | 27,0 м  | 2,2 м  | 1435 мм | |
| Інсбрук   | п'ятисекційний | ZR  | 2007–2009       | 032     | 301–326, 351–356     | 27,6 м  | 2,4 м  | 1000 мм | в експлуатації з березня 2008 року; 325, 326 і 351–356 обладнані для роботи на |
| Інсбрук   | п'ятисекційний | ZR  | 2019–2020       | 020     | 327–335, 371–381     | ~28 м   | 2,4 м  | 1000 мм | Опція для 10 додаткових трамваїв |
| Крефельд  | п'ятисекційний | ZR  | 2009–2010       | 019     | 601–619              | 30,0 м  | 2,3 м  | 1000 мм | Поставлено з вересня 2009 року до середини 2010 року; опція ще на 19 вагонів |
| Крефельд  | п'ятисекційний | ZR  | 2014            | 012     | 660–671              | 30,0 м  | 2,3 м  | 1000 мм | |
| Лінц      | семисекційний  | ER  | 2002–2005       | 021     | 001–021              | 40,0 м  | 2,3 м  | 0900 мм | |
| Лінц      | семисекційний  | ER  | 2008            | 012     | 022–033              | 40,0 м  | 2,3 м  | 0900 мм | |
| Лінц      | трисекційний   | ZR  | 2009            | 03      | 501–503              | 19,16 м | 2,3 м  | 0900 мм | Тип Mountainrunner для крутої дистанції Пестлінгербан (оновлений у 2009 році: ширина колії 900 мм, сполучений з трамваєм) короткий (три секції, чотири осі), з магнітним рейковим гальмом                                       |
| Лінц      | трисекційний   | ZR  | 2011            | 01      | 504                  | 19,16 м | 2,3 м  | 0900 мм | Тип Mountainrunner для крутої дистанції Пестлінгербан (оновлений у 2009 році: ширина колії 900 мм, сполучений з трамваєм) короткий (три секції, чотири осі), з магнітним рейковим гальмом                                       |
| Лінц      | семисекційний  | ER  | 2011–2012       | 023     | 060–082              | 40,6 м  | 2,3 м  | 0900 мм | Друга серія зі зміненим зовнішнім дизайном, також називається Cityrunner 2 |
| Лінц      | семисекційний  | ER  | 2015            | 06      | 083–088              | 40,6 м  | 2,3 м  | 0900 мм | Друга серія зі зміненим зовнішнім дизайном, також називається Cityrunner 2 |
| Лодзь     | п'ятисекційний | ER  | 2001–2002       | 015     | 1201–1215            | 29,5 м  | 2,3 м  | 1000 мм | в експлуатації з початку 2002 року |
| Марсель   | семисекційний  | ZR  | 2006–2007       | 026     | 001–026              | 40,2 м  | 2,4 м  | 1435 мм | У 2012 році трамваї подовжені на 2 секції з 32,5 м до 40,2 м і отримали новий салон. |
| Марсель   | семисекційний  | ZR  | 2012            | 06      |                      | 40,2 м  | 2,4 м  | 1435 мм | |
| Палермо   | п'ятисекційний | ZR  | 2009–           | 017     |                      | 32,37 м | 2,4 м  | 1435 мм | |
| Торонто   | п'ятисекційний | ER  | 2012–2020       | 204     | 4400–4603            | 30,25 м | 2,54 м | 1495 мм | Транспорт для велосипедів: Кожен потяг має два місця для паркування велосипедів Повний привід |
| Торонто   | п'ятисекційний | ER  | 2021 bestellt   | 60      |                      | 30,25 м | 2,54 м | 1495 мм | Транспорт для велосипедів: Кожен потяг має два місця для паркування велосипедів Повний привід |
| Валенсія  | п'ятисекційний | ZR  | 2007+?          | 019     | 4201–4230, 4231–4244 | 32,37 м | 2,4 м  | 1000 мм | Покупка та експлуатація серії 4200 від FGV; опціон викуплено на ще 14 вагонів. У Валенсії вагони їздять на трамвайних колісних парах, а в Аліканте — на залізничних. 750 В, 41 т, 420 кВт                                       |
| Аліканте  | п'ятисекційний | ZR  | 2007+?          | 011+14  | 4201–4230, 4231–4244 | 32,37 м | 2,4 м  | 1000 мм | Покупка та експлуатація серії 4200 від FGV; опціон викуплено на ще 14 вагонів. У Валенсії вагони їздять на трамвайних колісних парах, а в Аліканте — на залізничних. 750 В, 41 т, 420 кВт                                       |

ER … односторонній-, ZR … двосторонній трамвай